# Sandra Lavorel
Pour les articles homonymes, voir Lavorel.
Sandra Lavorel, née en 1965, est une chercheuse française en écologie fonctionnelle. Elle est directrice de recherche au Centre national de la recherche scientifique (CNRS) et travaille notamment au Laboratoire d'écologie alpine (Leca) de Grenoble, en France. Elle est notamment membre de l'Académie des sciences française et de l'Académie nationale des sciences des États-Unis. En 2023, elle obtient la médaille d'or du CNRS, plus prestigieuse récompense scientifique française.

## Éléments biographiques et distinctions scientifiques
Sandra Lavorel est née en 1965 à Lyon,. Enfant, elle fréquente les Alpes françaises, notamment en Savoie et Haute-Savoie, et s'y intéresse à la nature ; son père, chercheur, l'incite à observer celle-ci en lui inventant des « missions naturalistes ». Adolescente, elle s'intéresse à l'environnement. Elle mène des études supérieures scientifiques à l’Institut national agronomique Paris-Grignon (aujourd'hui AgroParisTech) jusqu'en 1987, puis à la faculté des sciences de Montpellier, un parcours qu'elle termine en 1991 en soutenant une thèse de doctorat,, intitulée « Structure spatiale, perturbations et dynamique de la coexistence des espèces végétales », sous la direction de Francesco Di Castri. À cette époque, selon elle, l'écologie (science de l'environnement) n'est pas encore une science considérée avec l'importance qu'elle acquerra dans les décennies suivantes.
Après un post-doctorat en Australie à l'Université nationale australienne — où elle découvre notamment la notion de « trait fonctionnel », qui privilégie une classification des espèces selon des caractéristiques liées à leurs fonctions dans des écosystèmes et non pas à leur identité, —, elle rentre en France en 1994 et devient chercheuse au Centre d'écologie fonctionnelle et évolutive de Montpellier, puis, en 2003, au Centre national de la recherche scientifique (CNRS), travaillant sur les politiques d'aménagement et sur la gestion de la biodiversité des territoires. Elle mène notamment ses recherches au Laboratoire d'écologie alpine (Leca) (une collaboration CNRS/université Grenoble-Alpes/université Savoie-Mont-Blanc) de Grenoble,,, où elle est directrice de recherche — certaines de ses expérimentations se déroulent dans les environs de la station alpine du Lautaret,, dans les Alpes françaises. À partir de 2020, elle va au Manaaki Whenua Landcare Research (Nouvelle-Zélande), au sein duquel elle devient chercheuse associée.
Elle fait partie, depuis 2015, du conseil scientifique du Parc national des Écrins, en France. Elle fait partie de plusieurs réseaux et dispositifs scientifiques,.
En 2018, Sandra Lavorel a été l'une des 200 signataires d'un appel publié dans le journal Le Monde pour une action politique ferme et immédiate face au changement climatique. Par ailleurs, depuis 2018, elle fait partie de la Plateforme intergouvernementale scientifique et politique sur la biodiversité et les services écosystémiques (IPBES),,. En décembre 2023, elle est nommée membre du « Conseil présidentiel de la science », constitué de douze scientifiques et destiné à conseiller le président français sur des enjeux scientifiques.

## Travaux scientifiques
Sandra Lavorel est écologue et a permis le développement de la recherche en écologie fonctionnelle en France. Elle s'intéresse notamment au fonctionnement des écosystèmes, avec des éléments liés à la morphologie et la physiologie végétale selon les conditions rencontrées par les plantes, ainsi que des recherches en lien avec les changements environnementaux. Ses recherches portent aussi sur la biodiversité. Elle croise plusieurs domaines de recherche, mêlant par exemple les sciences humaines aux sciences de la nature. D'après le CNRS, pour lequel elle travaille depuis 1994, « elle a mis en évidence les contributions de la biodiversité à la vie humaine et révélé les impacts sociétaux et économiques de ses altérations par les changements environnementaux ». Ses travaux, qui ont également une partie orientée « services écosystémiques » et services donnés par la nature aux sociétés humaines, qui en font partie, connaissent par exemple des utilisations dans des questions de politiques d'aménagement du territoire.

## Prix et distinctions

### Prix et distinctions scientifiques
Sandra Lavorel a obtenu plus de quinze prix prestigieux, parmi lesquels :
- 1998 : médaille de bronze du CNRS [9]
- 2006 : Prix Foulon (section Biologie) de l’Académie des Sciences[13]
- 2006 : Zayed International Prize for the Environment (contribution Millennium Ecosystem Assessment)[13]
- 2009 : Prix Jean Dufrenoy de l’Académie française d’agriculture[13]
- 2013 : médaille d'argent du CNRS[4],[2],[9]
- 2015 : titulaire de l'International Association for Vegetation Science (IAVS) Alexander von Humboldt Medal
- 2020 : Prix Ramon Margalef d'écologie (remis par la Généralité de Catalogne)[2]
- 2021 : Prix BBVA Foundation Frontiers of Knowledge Award, catégorie écologie et conservation de la biodiversité remis par la Fondation de la Banco Bilbao Vizcaya Argentaria (BBVA)[2]
- 2023 : médaille d'or du CNRS[1],[8],[5],[11],[2],[6]

### Académies des sciences et organismes scientifiques majeurs
Sandra Lavorel est membre de l'Academia Europeae.
- 2013 : membre de l’Académie des sciences (France)[1],[2]
- 2020 : membre étrangère de la National Academy of Sciences des États-Unis[2]
- 2020 : membre honoraire de la British Ecological Society[2] pour ses travaux « sur les impacts du changement climatique et de la gestion des terres sur les écosystèmes et leurs services aux humains »[15]

### Décorations
- Officière de la Légion d'honneur en 2022[1],[16]. Le 30 décembre 2011, elle était nommée au grade de chevalier dans l'ordre national de la Légion d'honneur au titre de « ingénieure, directrice de recherche au CNRS ; 27 ans de services »[17]
- Officière de l'ordre national du Mérite en 2016[1],[16],[2]

## Principales publications
- Cornelissen, J. H. C., S. Lavorel, E. Garnier, S. Díaz, N. Buchmann, D. E. Gurvich, P. B. Reich, H. ter Steege, H. D. Morgan, M. G. A. van der Heijden, J. G. Pausas and H. Poorter (2003). Handbook of protocols for standardised and easy measurement of plant functional traits worldwide. Australian Journal of Botany 51: 335-380.
- Diaz, S., S. Lavorel, F. De Bello, F. Quétier, K. Grigulis and T. M. Robson (2007). Incorporating plant functional diversity effects in ecosystem service assessments. Proceedings of the National Academy of Sciences 104: 20684-20689.
- Díaz, S., S. Lavorel, S. McIntyre, V. Falczuk, F. Casanoves, D. Milchunas, C. Skarpe, G. Rusch, M. Sternberg, I. Noy-Meir, J. Landsberg, W. Zangh, H. Clark and B. D. Campbell (2007). Grazing and plant traits - A global synthesis. Global Change Biology 13: 313-341.
- Grigulis, K., S. Lavorel, U. Krainer, N. Legay, C. Baxendale, M. Dumont, E. Kastl, C. Arnoldi, R. Bardgett, F. Poly, T. Pommier, M. Schloter, U. Tappeiner, M. Bahn and J.-C. Clément (2013). Combined influence of plant and microbial functional traits on ecosystem processes in mountain grasslands. Journal of Ecology 101(1): 47-57.
- Kattge, J., S. Díaz, S. Lavorel, et al. (2011). TRY – a global database of plant traits. Global Change Biology 17(9): 2905-2935.
- Lamarque, P.*, S. Lavorel*, M. Mouchet and F. Quétier (2014). Plant trait-based models identify direct and indirect effects of climate change on bundles of grassland ecosystem services. Proceedings of the National Academy of Sciences 111: 13751–13756. (* shared first authorship)
- Lavorel, S. and E. Garnier (2002). Predicting the effects of environmental changes on plant community composition and ecosystem functioning: revisiting the Holy Grail. Functional Ecology 16: 545-556.
- Lavorel, S., M. Colloff, S. McIntyre, M. Doherty, H. Murphy, D. Metcalfe, M. Dunlop, D. Williams, R. Wise and K. Williams (2015). Ecological mechanisms underpinning climate adaptation services. Global Change Biology 21: 12-31.[l1]
- Lavorel, S. and K. Grigulis (2012). How fundamental plant functional trait relationships scale-up to trade-offs and synergies in ecosystem services. Journal of Ecology 100(1): 128-140.
- Lavorel, S., K. Grigulis, P. Lamarque, M.-P. Colace, D. Garden, J. Girel, R. Douzet and G. Pellet (2011). Using plant functional traits to understand the landscape-scale distribution of multiple ecosystem services. Journal of Ecology 99: 135-147.
- Lavorel, S., S. McIntyre, J. Landsberg and D. Forbes (1997). Plant functional classifications: from general groups to specific groups based on response to disturbance. Trends in Ecology and Evolution 12: 474-478.
- Suding, K. N., S. Lavorel, F. S. Chapin III, S. Diaz, E. Garnier, D. Goldberg, D. U. Hooper, S. T. Jackson and M. L. Navas (2008). Scaling environmental change from traits to communities to ecosystems: the challenge of intermediate-level complexity. Global Change Biology 14: 1125-1140.
- Thuiller, W., S. Lavorel, M. B. Araujo, M. T. Sykes and I. C. Prentice (2005). Climate change threats to plant diversity in Europe. Proceedings of the National Academy of Sciences 102: 8245-8250.

#### Bases de données et dictionnaires
- Ressources relatives à la recherche :   - Dimensions
  - Google Scholar
  - ORCID
  - Scopus
- Notices d'autorité :   - VIAF
  - ISNI
  - BnF (données)
  - IdRef
  - GND